# Flash in the Night
Flash In The Night è un brano del gruppo musicale svedese Secret Service, pubblicato per la prima volta nel 1981 come quarta traccia dell'album Cutting Corners.

## Il brano
Flash in the Night è un brano appartenente al genere synth pop la cui musica è stata composta dal tastierista del gruppo Tim Norell. Bjorn Hakansson si è invece occupato della stesura del testo. Inizialmente pubblicato all'interno dell'album Cutting Corners, è stato successivamente estratto come singolo assieme al brano Watching Julietta, presente come lato B.
Il brano è a tutt'oggi il più conosciuto dei Secret Service. Al momento della pubblicazione il singolo fu certificato con il disco d'oro in patria, mentre riuscì ad entrare nella Top 10 di quattro Paesi europei al momento della pubblicazione (in Portogallo, dove raggiunse il primo posto, in Finlandia, in Italia e in Svezia. Per il brano è stato registrato anche un videoclip in cui il gruppo si muove di notte per il centro di Stoccolma.

## Tracce
- Lato A: Flash in the Night
- Lato B: Watching Julietta

## Formazione
- Ola Håkansson - voce
- Ulf Wahlberg - tastiere
- Tim Norell - tastiere
- Tonny Lindberg - chitarra
- Leif Paulsen - basso
- Leif Johansson - batteria